# Bangor FC
Bangor Football Club je severoirský fotbalový klub z města Bangor (Hrabství Down). V sezóně 2017/18 hraje Ballymena & Provincial Football League, jednu ze skupin čtvrté nejvyšší
severoirské soutěže. Klub byl založen v roce 1918, hraje na stadionu Clandeboye Park (sponzorský název Bangor Fuels Arena) pro 1895 diváků. Klubové barvy jsou zlatá a modrá, symbolizující písek a moře, tým je známý také pod přezdívkou „The Seasiders“.
Fotbalisté Bangoru strávili 63 sezón v nejvyšší severoirské soutěži, nejlepším výsledkem bylo druhé místo v sezóně 1990/91. Zajistili si tím účast v Poháru UEFA, kde vypadli v prvním kole s SK Sigma Olomouc po výsledcích 0:3 doma a 0:3 venku. V sezóně 1992/93 vyhrál Bangor Severoirský fotbalový pohár i Severoirský fotbalový ligový pohár. V PVP klub nestačil v předkole v sezóně 1993/94 na APOEL FC (1:1 a 1:2) a v sezóně 1994/95 na 1. FC Tatran Prešov (0:1 a 0:4).
V roce 2009 se Bangor FC z finančních důvodů odhlásil z NIFL Premiership, od té doby působí v nižších soutěžích.